# Osiciok, Litîn
Osiciok (în ucraineană Осічок) este un sat în comuna Tesî din raionul Litîn, regiunea Vinnița, Ucraina.

## Demografie
Componența lingvistică a localității Osiciok
     Ucraineană (97,96%)
     Rusă (2,04%)
Conform recensământului din 2001, majoritatea populației localității Osiciok era vorbitoare de ucraineană (97,96%), existând în minoritate și vorbitori de rusă (2,04%).